# (20790) 2000 SE45
(20790) 2000 SE45 est un astéroïde Amor découvert en 2000.

## Description
(20790) 2000 SE45 a été découvert le 26 septembre 2000 à l'observatoire Magdalena Ridge, situé dans le comté de Socorro, au Nouveau-Mexique (États-Unis), par le projet Lincoln Near-Earth Asteroid Research (LINEAR).

### Caractéristiques orbitales
L'orbite de cet astéroïde est caractérisée par un demi-grand axe de 2,74 UA, un périhélie de 1,20 UA, une excentricité de 0,56 et une inclinaison de 8,33° par rapport à l'écliptique. Du fait de ces caractéristiques, à savoir un périhélie compris entre 1,017 et 1,3 UA, il est classé comme astéroïde Amor, une famille d'astéroïdes géocroiseurs, s'approchant de l'orbite de la Terre.

### Caractéristiques physiques
(20790) 2000 SE45 a une magnitude absolue (H) de 16,4 et un albédo estimé à 0,300.